# KF51黑豹主力戰車
KF51黑豹主力戰車（德語：KF51 Panther）是由德國萊茵金屬公司開發的主力戰車。最先是於2022年的歐洲國際防務展上亮相。
此型戰車採用52倍徑的130mm滑膛砲，並使用自動裝彈機填裝砲彈。主砲可發射動能彈或可程式化空炸彈藥。副武器方面含一挺12.7mm同軸機槍以及一遙控武器站，此外尚有HERO 120巡航彈藥發射器。在防禦方面，配備了頂部攻擊防禦系統（Top Attack Protection System），用以防範攻頂飛彈。此戰車可由3人操作，更可額外搭載一名負責操作主動防禦系統和無人機的操作員或一名連/營級指揮人員。

## 潛在用家
- 義大利武裝部隊[3]